# Урумов равнец
Урумовият равнец (Achillea urumoffii) е вид растение от семейство Сложноцветни (Asteraceae).
Таксонът е описан за пръв път от Ойген фон Халачи през 1897 година. Наречен е на българския ботаник Иван Урумов.